# Astragalus alopecuroides
Espèce
Classification APG III (2009)
Astragalus alopecuroides, aussi appelée Astragale queue de renard, Astragale de Narbonne, ou Queue de renard d'Espagne, est une espèce de plantes à fleurs de la famille des Fabaceae. C'est une plante herbacée originaire du sud de l'Europe et d'Afrique du Nord.

## Description
C'est une plante herbacée pérenne.

## Répartition et habitat
Cette espèce est originaire du sud-ouest de l'Europe (France, Espagne) et du nord-ouest de l'Afrique (Maroc, Algérie). Dans l'ouest de l'Hérault (France, Occitanie), elle est présente sur la colline d'Ensérune et celles de Nissan, au-dessus de l'étang de la Matte (Étang de Lespignan).